# Șevcenkove, Lebedîn
Șevcenkove (în ucraineană Шевченкове) este un sat în comuna Prîstailove din raionul Lebedîn, regiunea Sumî, Ucraina.

## Demografie
Componența lingvistică a localității Șevcenkove
     Ucraineană (96,43%)
     Rusă (3,57%)
Conform recensământului din 2001, majoritatea populației localității Șevcenkove era vorbitoare de ucraineană (96,43%), existând în minoritate și vorbitori de rusă (3,57%).